# Bulbophyllum apoense
Bulbophyllum apoense là một loài phong lan thuộc chi Bulbophyllum.